# Kaiser Aluminum & Chemical Corp.
«Kaiser Aluminum & Chemical Corp.» — алюмінієва компанія США. Займає 2-е місце з видобутку бокситів в країнах Заходу. За виробництвом глинозему займає 3-є місце у світі.

## Історія
Заснована у 1946 східному передмісті Спокену в Спокен-Веллі у Вашингтоні. Поточний головний офіс розташований у місцевості Футхілл-Ранч в окрузі Орандж Каліфорнії.

## Характеристика
Видобуток бокситів ведеться в основному на Ямайці, виробництво глинозему — в США, а в Австралії, Італії і на Ямайці компанія має пайову частку. Підприємства в США, ФРН, а також акції підприємств Великої Британії, Австралії, Нової Зеландії, Індії і Гани. Загальні виробничі потужності понад 1 млн т алюмінію на рік.